# Bai Yang
Bai Yang (chinês: 白杨, 4 de março de 1920 — 18 de setembro de 1996) foi uma atriz chinesa de cinema e drama, seu principais trabalhos foram entre os anos 1930 e 1950, durante o qual ela foi uma das estrelas de cinema mais populares do país.

## Início da vida
Bai Yang nasceu em 4 de Março de 1920 de uma família humilde em Pequim, Ela é o caçula de quatro filhos. Seu nome original é Yang Chengfang, e o romancista Mo Yang foi a sua irmã mais velha. Seus pais morreram quando ela tinha 11 anos, e atuou em um papel de apoio no Hou Yao's do filme mudo, Triste Canção a partir de um Antigo Palácio (Gugong Xinyuan), feita pelo Lianhua Filme Empresa. em seguida, Ela trabalhou como atriz de drama por alguns anos, atuando em peças teatrais por Tian Han e Shen Hong, assim como os estrangeiros dramaturgos, como Oscar Wilde e Eugene O'Neill.